# Jabez W. Fitch

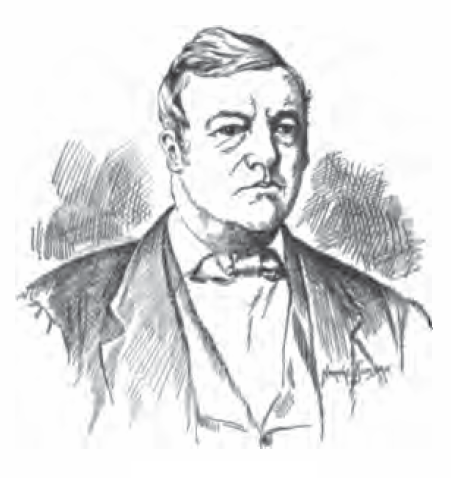
Jabez W. Fitch

Jabez Warner Fitch (* Mai 1823; † 5. April 1884 in Cleveland, Ohio) war ein US-amerikanischer Politiker. Zwischen 1878 und 1880 war er Vizegouverneur des Bundesstaates Ohio.

## Werdegang
Jabez Fitch besuchte die öffentlichen Schulen in Cleveland. Nach einem anschließenden Jurastudium und seiner 1846 erfolgten Zulassung als Rechtsanwalt begann er dort in seinem Beruf zu arbeiten. Gleichzeitig schlug er als Mitglied der Demokratischen Partei eine politische Laufbahn ein. Er wurde Leiter der Feuerwehr in Cleveland und 1851 Mitglied des dortigen Stadtrates. Im Jahr 1855 wurde er US Marshal für den nördlichen Teil seines Staates. Während des Bürgerkrieges diente er in einer Infanterieeinheit aus Ohio. Im August 1864 nahm er als Delegierter an der Democratic National Convention in Chicago teil. Nach dem Krieg betätigte er sich in Cleveland in der Immobilienbranche. Seit 1873 leitete er die Tierschutzorganisation Cleveland Society for the Prevention of Cruelty to Animals. Ein Jahr später wurde er auch Vorsitzender dieser Organisation auf Staatsebene.
1877 wurde Fitch an der Seite von Richard M. Bishop zum Vizegouverneur von Ohio gewählt. Dieses Amt bekleidete er zwischen 1878 und 1880. Dabei war er Stellvertreter des Gouverneurs und Vorsitzender des Staatssenats. Er starb am 5. April 1884 in Cleveland.